# Cláudia Clemente
Cláudia Clemente (Porto, 22 de Julho de 1970) é uma escritora, fotógrafa e realizadora portuguesa.

## Biografia
Estudou arquitectura e licenciou-se na FAUP em 1995, na sua cidade natal; estudou cinema em Lisboa e em Barcelona. Publicou o seu primeiro livro de contos, O Caderno Negro em 2003, na editora Tinta Permanente.
Concluiu o curso de Escrita de Argumentos para Longas-metragens da Gulbenkian, com a London Film School, em 2006 e o curso de cinema na Restart, em 2007.
Foi responsável pelos argumentos, storyboards, realização, direcção de arte, montagem e (na maioria dos casos) produção da maioria dos seus próprios filmes. Estes já foram exibidos em Portugal, no Brasil, no Uruguai, na Índia, em Cuba e em Itália, tendo sido premiados em diversos festivais.
Em Novembro de 2010, editou A Fábrica da Noite, o seu segundo livro de contos.
Em 2011 entrou na lista da Revista Lux de Personalidades Femininas que se destacaram no ano de 2011 em 13 áreas diversas.
Ganhou o "Grande Prémio de Teatro 2011" atribuído por SPAutores/Teatro Aberto, com a obra Londres, sobre uma família que parte para Londres à procura de uma saída. O premiado monólogo Londres, estreou-se no Teatro Aberto a 5 de Julho de 2012, com encenação de João Lourenço, e com Carla Maciel na interpretação.
Em Setembro de 2014 editou A casa azul, o seu primeiro romance. Este livro foi finalista do Prémio Literário Correntes d'Escritas 2016 e do prémio Livro do Ano da Time Out. Foi adaptado a telefilme para a RTP pela própria autora, tendo exibição prevista para Maio de 2017.